# لقاء على الهواء (مسلسل)
مسلسل مصري بطولة يسرا وهشام سليم من إنتاج 2004 قامت يسرا بدور مذيعة اسمها لقاء. قيل عن المسلسل انه يحكي قصة هالة سرحان وطردها من قناة دريم لكن صناع المسلسل نفوا ذلك
يحكي المسلسل مشكلة استخدام المبيدات الزراعية و المخصبات و الهرمونات بنسب تتجاوز الحدود الآمنة و ذلك لتأثيرها الضار على صحة الانسان و تسببها في بعض الأمراض الخبيثة و مكافحة المذيعة لقاء (يسرا) و ذلك بمواجهات عدة من مافيا رجال الأعمال من أقرب الأشخاص اليها و مدى وصول الأحداث الى منعطفات خطيرة تؤدي الى القتل مروراً بالفساد الموجود في معامل تحاليل الأغذية و الذين يمررون تقارير صلاحية الأغذية مقابل الأموال